# Патада
Патада (итал. Pattada) је насеље у Италији у округу Сасари, региону Сардинија.
Према процени из 2011. у насељу је живело 3098 становника. Насеље се налази на надморској висини од 746 м.

## Становништво
Према резултатима пописа становништва 2011. у општини је живело 3.253 становника.
| 1931. | 1936. | 1951. | 1961. | 1971. | 1981. | 1991. | 2001. | 2011. |
| ----- | ----- | ----- | ----- | ----- | ----- | ----- | ----- | ----- |
| 5.255 | 5.231 | 5.450 | 5.156 | 3.938 | 3.766 | 3.772 | 3.513 | 3.253 |